# 22Gz
Jeffrey Mark Alexander (Flatbush, Brooklyn, Nueva York; 29 de noviembre de 1997), conocido por su nombre artístico 22Gz, es un rapero estadounidense acreditado como pionero de la escena drill de Brooklyn.
22Gz lanzó su primer mixtape, «The Blixky Tape», a través de Atlantic Records en 2019.

## Biografía
Jeffrey Mark Alexander nació el 29 de noviembre de 1997 en el barrio Flatbush de Brooklyn, Nueva York. Su padre murió antes de que él naciera. Comenzó su carrera de rap en el metro de la ciudad de Nueva York realizando rutinas de baile durante el espectáculo. Es de ascendencia de Guyana.

## Carrera musical
Comenzó a publicar canciones en SoundCloud a la edad de 17 años a principios del 2015. Después de lanzar los sencillos «Blixky» y «Suburban» en 2016, 22Gz consiguió seguidores gracias a sus vídeos de YouTube. «Suburban», producida por el productor de drill con sede en Londres AXL Beats, fue considerada como una de las primeras canciones de drill de Brooklyn que se hizo popular.
22Gz llamó la atención, lo que lo llevó a firmar con Atlantic en 2018 y su sello A&R lo ayudó a llamar la atención de Kodak Black
Una de sus primeras canciones lanzadas en el sello, «Spin the Block», fue una canción de colaboración con Kodak Black.
Su siguiente mixtape «Growth & Development» fue lanzado el 10 de abril de 2020 y fue coproducido por el productor de drill con sede en Londres Ghosty.
Torsten Ingvaldsen de Hypebeast elogió el mixtape, afirmando que 22Gz tiene «una energía desenfrenada, produciendo letras agresivas y entregas militantes que continúan esculpiendo su rápido ascenso»

## Controversias legales
En 2014, fue acusado de conspiración para cometer asesinato, pero los cargos fueron retirados. 22Gz pasó cinco meses en prisión en 2017 por cargos de asesinato en segundo grado relacionados con un tiroteo en Miami, pero estos fueron retirados posteriormente. 22Gz grabó un video en Facebook Live desde una celda de detención de la policía de Nueva York en 2018.
En 2019, Alexander, junto con Casanova, Pop Smoke, Sheff G y Don Q, fueron retirados del concierto de Rolling Loud.  La policía de Nueva York citó «un mayor riesgo de violencia» si los artistas actuaran. 
El 12 de junio de 2022, 22Gz fue arrestado en la ciudad de Nueva York acusado de intento de asesinato por un tiroteo en marzo en el que tres personas resultaron heridas.  Fue puesto en libertad bajo fianza de 500.000 dólares cuatro días después.

## Discografía

### Mixtapes
| Título                  | Álbumes de estudio | Posiciones máximas en las listas |
| Título                  | Álbumes de estudio | US Heat.                         |
| ----------------------- | --- | -------------------------------- |
| The Blixky Tape         | - Lanzamiento: 19 de julio de 2019 - Discográfica: Atlantic Records, WEA International - Formato: CD, Descarga digital, streaming | —                                |
| Growth & Development    | - Lanzamiento: 10 de abril de 2020 - Discográfica: Atlantic Records, WEA International - Formato: CD, Descarga digital, streaming | 12                               |
| The Blixky Tape 2       | - Lanzamiento: 19 de marzo de 2021 - Discográfica: Atlantic Records - Formato: CD, Descarga digital, streaming                    | 20                               |
| Growth & Development II | - Lanzamiento: 12 de enero de 2024 - Discográfica: Blixky Entertainment - Formato: Descarga digital, streaming                    | —                                |

### EPS
| Título             | Detalles de EPS                                                                                               |
| ------------------ | --- |
| Year of the Blixky | - Lanzamiento: 9 de diciembre de 2022 - Discográfica: Atlantic Records - Formato: Descarga digital, streaming |

### Sencillos

#### Como artista principal
| Título                                                                        | Año  | Certificaciones | Álbum                |
| ----------------------------------------------------------------------------- | ---- | --------------- | -------------------- |
| "At The Light"(featuring Theo Zanotti)                                        | 2015 |                 |                      |
| "Blicky"(featuring Nas Blixky & NiikoSuav)                                    | 2016 |                 |                      |
| "Regular" (featuring Theo Zanotti & Suavee Jew)                               | 2016 |                 |                      |
| "Flexin" (featuring Khay B Flockin & Kush Binflockin)                         | 2016 |                 |                      |
| "Up Next!" (featuring Breezo Blixky & Nas Blixky)                             | 2016 |                 |                      |
| "Suburban"                                                                    | 2016 |                 |                      |
| "Vamanos" (featuring Ju Laden & Theo Zanotti)                                 | 2017 |                 |                      |
| "Ain't Livin My Life"                                                         | 2017 |                 |                      |
| "We On" (22Gz & Nas Blixky)                                                   | 2017 |                 |                      |
| "Invest in a Ratchet" (Big Moose 280 & 22Gz)                                  | 2017 |                 |                      |
| "First Day Out / Stuck in the Yams"                                           | 2017 |                 |                      |
| "Why"                                                                         | 2018 |                 |                      |
| "Blicky Da Blicky"                                                            | 2018 |                 |                      |
| "Got Those"                                                                   | 2018 |                 |                      |
| "Spin the Block" (featuring Kodak Black)                                      | 2018 |                 |                      |
| "Spazz Out"                                                                   | 2018 |                 |                      |
| "Drifting" (AXL Beats, Khay B Flockin, Kush Binflockin, Breezy Blixky & 22Gz) | 2019 |                 |                      |
| "Sniper Gang (Freestyle)"                                                     | 2019 |                 | The Blixky Tape      |
| "Rerock" (Shawny Binladen & 22Gz)                                             | 2019 |                 |                      |
| "Telephone" (22Gz, MaxThaDemon & Ciggy Blacc)                                 | 2019 |                 |                      |
| "Suburban, Pt. 2"                                                             | 2019 | - RIAA: Oro     | Growth & Development |
| "No Questions"                                                                | 2020 |                 | Growth & Development |
| "YTB (Yellow Tape Blixky)" (featuring Shawny Binladen & Big Yaya)             | 2020 |                 |                      |
| "Movie" (CoachDaGhost & 22gz)                                                 | 2020 |                 |                      |

#### Como artista invitado
| Título                                                     | Año  | Álbum                    |
| ---------------------------------------------------------- | ---- | ------------------------ |
| "Jet Li, Pt. 2" (Nick Blixky featuring 22Gz)               | 2018 |                          |
| "Drive the Boat" (Nick Blixky featuring 22Gz & Nas Blixky) | 2019 |                          |
| "Upset" (T'up Ty featuring 22Gz)                           | 2019 | Excuse the Way I Came Up |
| "Faded Remix" (B1 featuring 22Gz, Ivorian Doll y Dezzie)   | 2021 |                          |

### Apariciones como invitado
| Título                | Año  | Otros artista(s)            | Álbum                          |
| --------------------- | ---- | --------------------------- | ------------------------------ |
| "Flexin"              | 2016 | Khay B Flockin, Kush Blixky | Blixky                         |
| "The Get Back , Pt 1" | 2018 | T'up Ty                     | T'd Up, Vol. 1                 |
| "Sick of Us"          | 2018 | Envy Caine                  | 2 Many Situations              |
| "Wita Blixky"         | 2019 | C-Clip Beatz                | Rap & Beats                    |
| "Extra"               | 2019 | Rooga                       | Back da Fuck Up                |
| "Hoody Szn"           | 2019 | Nym Lo, 183rd, Casanova     | High Horse                     |
| "Up the Score"        | 2020 | Slayter, Maxo Kream         | World Got Me Fucked Up, Vol. 1 |